# Laura Vicol
Laura Vicol (n. 31 martie 1975, București, România) este un avocat, deputat român, aleasă în Parlament în anul 2020, din partea PSD (Partidul Social Democrat) Dolj. În perioada 25 noiembrie 2021 - 7 octombrie 2024 a deținut funcția de președinte al Comisiei juridice, de disciplină și imunități din Camera Deputaților a României, fiind prima femeie în această funcție. A demisionat de la conducerea Comisiei Juridice pe data de 8 octombrie 2024 în urma unei investigații Recorder care arată legăturile acesteia cu grupul Nordis, grup suspectat de înșelătorii imobiliare, afacerea aparținând soțului acesteia, Vladimir Ciorbă. Laura Vicol susține ca ea nu a mințit niciodată. 

## Controversă
Pe 4 aprilie 2016 Laura Vicol a fost trimisă în judecată de DNA pentru favorizarea făptuitorului.
Pe 15 octombrie 2018 Laura Vicol a fost achitată definitiv de Înalta Curte de Casație și Justiție în acest dosar.